# Estonský fotbalový pohár
Estonský fotbalový pohár (estonsky Eesti Karikas) je pohárová vyřazovací soutěž v estonském fotbale. Hraje se od roku 1938 (od roku 1946 v rámci Sovětského svazu, kdy se jí účastnily týmy výlučně z Estonské SSR). Po získání nezávislosti Estonska v roce 1991 soutěž pokračuje. V roce 2012 přijala neoficiální název Pohár Evalda Tipnera (estonsky Evald Tipneri karikas). Evald Tipner byl estonský fotbalista, lední hokejista a hráč bandy.
Aktuálním vítězem ze sezóny 2013/14 je klub FC Levadia Tallinn.

## Přehled finálových zápasů v letech 1938 a 1939
Zdroj:
| Ročník | Vítěz            | Finalista        | Výsledek        | Výsledek        |
| ------ | ---------------- | ---------------- | --------------- | --------------- |
| 1938   | VS Sport Tallinn | Tallinna JK      | 1–1 (po prodl.) | 2–1 (po prodl.) |
| 1939   | Tallinna JK      | JK Kalev Tallinn | 4–1             | 4–1             |

## Přehled finálových zápasů v rámci SSSR
Zdroj:
- 1946: Dünamo Tallinn – Kalev Tallinn 3–1
- 1947: Dünamo Tallinn – Kalev Pärnu 6–0
- 1948: VVS Tallinn – Kalev Tartu 5–2
- 1949: Dünamo Tallinn – VVS Tallinn 11–0
- 1950: Balti Laevastik Tallinn – Dünamo Tallinn 2–0
- 1951: Balti Laevastik Tallinn – Dünamo Tallinn 3–0
- 1952: Balti Laevastik Tallinn – Dünamo Tallinn 2–0
- 1953: Dünamo Tallinn – Kalev Narva 4–0
- 1954: VVS Tallinn – Spartak Viljandi 2–1
- 1955: Balti Laevastik Tallinn – Kalev Tallinn 2–0
- 1956: Balti Laevastik Tallinn – Dünamo Tartu 4–0
- 1957: Spartak Viljandi – Kalev Rakvere 4–1
- 1958: Kalev Ülemiste – Kalev Narva 7–0
- 1959: Kalev Ülemiste – Balti Laevastik Tallinn 2–0
- 1960: Balti Laevastik Tallinn – Norma Tallinn 2–1
- 1961: Kalev Ülemiste – Norma Tallinn 3–0
- 1962: Norma Tallinn – Tempo Tallinn 2–1
- 1963: Kreenholm Narva – Norma Tallinn 3–1
- 1964: Kalev Ülemiste – Kalev Aseri 2–0
- 1965: Norma Tallinn – Balti Laevastik Tallinn 3–2
- 1966: Start Tallinn – Tekstiil Tallinn 1–1, 3–2
- 1967: Balti Laevastik Tallinn – Start Tallinn 1–0
- 1968: Balti Laevastik Tallinn – Norma Tallinn 0–0, 1–0
- 1969: Dvigatel Tallinn – Tempo Tallinn 2–1
- 1970: Start Tallinn – Lokomotiiv Valga 4–0
- 1971: Norma Tallinn – Dvigatel Tallinn 2–1 (po prodl.)
- 1972: Dünamo Kopli – Balti Laevastik Tallinn 1–0
- 1973: Norma Tallinn – Baltika Narva 1–0 (po prodl.)
- 1974: Norma Tallinn – Kreenholm Narva 3–1
- 1975: Baltika Narva – Dünamo Kopli 3–2 (po prodl.)
- 1976: Aseri SK – Baltika Narva 2–0
- 1977: Sillamäe Kalev – Norma Tallinn 4–0
- 1978: Sillamäe Kalev – Sirgala karjäär 1–0 (po prodl.)
- 1979: Dünamo Tallinn – Sillamäe Kalev 1–0
- 1980: Baltika Narva – Estonia Jõhvi 0–0 (po prodl., 8–7 pen.)
- 1981: Kalakombinaat Pärnu – Baltika Narva 3–1
- 1982: Kalakombinaat Pärnu – Ehitaja Kohtla-Järve 1–0
- 1983: Dünamo Tallinn – Estonia Jõhvi 3–0
- 1984: Tempo Tallinn – Estonia Jõhvi 0–0 (po prodl., 4–2 pen.)
- 1985: Estonia Jõhvi – Zvezda Tallinn 3–1
- 1986: Estonia Jõhvi – Tempo Tallinn 1–0
- 1987: Estonia Jõhvi – Zvezda Tallinn 2–1
- 1988: Kalakombinaat/MEK Pärnu – TVMK Tallinn 2–1
- 1989: Norma Tallinn – Sillamäe Kalev 1–0
- 1990: Kalakombinaat/MEK Pärnu – Estonia Jõhvi 1–0 (po prodl.)
- 1991: TVMK Tallinn – Keemik Kohtla-Järve 0–0 (po prodl., 4–3 pen.)

## Přehled finálových zápasů od získání nezávislosti v roce 1991
Zdroj:
| Ročník  | Vítěz              | Finalista           | Výsledek        |                 |
| ------- | ------------------ | ------------------- | --------------- | --------------- |
| 1991/92 | nehrálo se         | nehrálo se          | nehrálo se      |                 |
| 1992/93 | FC Nikol Tallinn   | FC Norma Tallinn    | 0–0 (4–2 pen.)  | 0–0 (4–2 pen.)  |
| 1993/94 | FC Norma Tallinn   | Narva JK Trans      | 4–1             | 4–1             |
| 1994/95 | FC Flora Tallinn   | Lantana/Marlekor    | 2–0             | 2–0             |
| 1995/96 | JK Tallinna Sadam  | JK Eesti Põlevkivi  | 2–0             | 2–0             |
| 1996/97 | JK Tallinna Sadam  | FC Lantana Tallinn  | 3–2             | 3–2             |
| 1997/98 | FC Flora Tallinn   | FC Lantana Tallinn  | 3–2             | 3–2             |
| 1998/99 | FC Levadia Maardu  | JK Viljandi Tulevik | 3–2             | 3–2             |
| 1999/00 | FC Levadia Maardu  | JK Viljandi Tulevik | 2–0             | 2–0             |
| 2000/01 | Narva JK Trans     | FC Flora Tallinn    | 1–0 (po prodl.) | 1–0 (po prodl.) |
| 2001/02 | FC Levadia Tallinn | FC Levadia Maardu   | 2–0             | 2–0             |
| 2002/03 | TVMK Tallinn       | FC Flora Tallinn    | 2–2 (4–1 pen.)  | 2–2 (4–1 pen.)  |
| 2003/04 | FC Levadia Tallinn | TVMK Tallinn        | 3–0             | 3–0             |
| 2004/05 | FC Levadia Tallinn | TVMK Tallinn        | 1–0             | 1–0             |
| 2005/06 | TVMK Tallinn       | FC Flora Tallinn    | 1–0             | 1–0             |
| 2006/07 | FC Levadia Tallinn | Narva JK Trans      | 3–0             | 3–0             |
| 2007/08 | FC Flora Tallinn   | JK Maag Tammeka     | 3–1             | 3–1             |
| 2008/09 | FC Flora Tallinn   | JK Nõmme Kalju      | 0–0 (4–3 pen.)  | 0–0 (4–3 pen.)  |
| 2009/10 | FC Levadia Tallinn | FC Flora Tallinn    | 3–0             | 3–0             |
| 2010/11 | FC Flora Tallinn   | Narva JK Trans      | 2–0             | 2–0             |
| 2011/12 | FC Levadia Tallinn | Narva JK Trans      | 3–0             | 3–0             |
| 2012/13 | FC Flora Tallinn   | JK Nõmme Kalju      | 3–1             | 3–1             |
| 2013/14 | FC Levadia Tallinn | FC Santos Tartu     | 4–0             | 4–0             |

Vysvětlivky
- po prodl. – po prodloužení
- pen. – penaltový rozstřel